# Sithon
Sithon är ett släkte av fjärilar. Sithon ingår i familjen juvelvingar.

## Bildgalleri

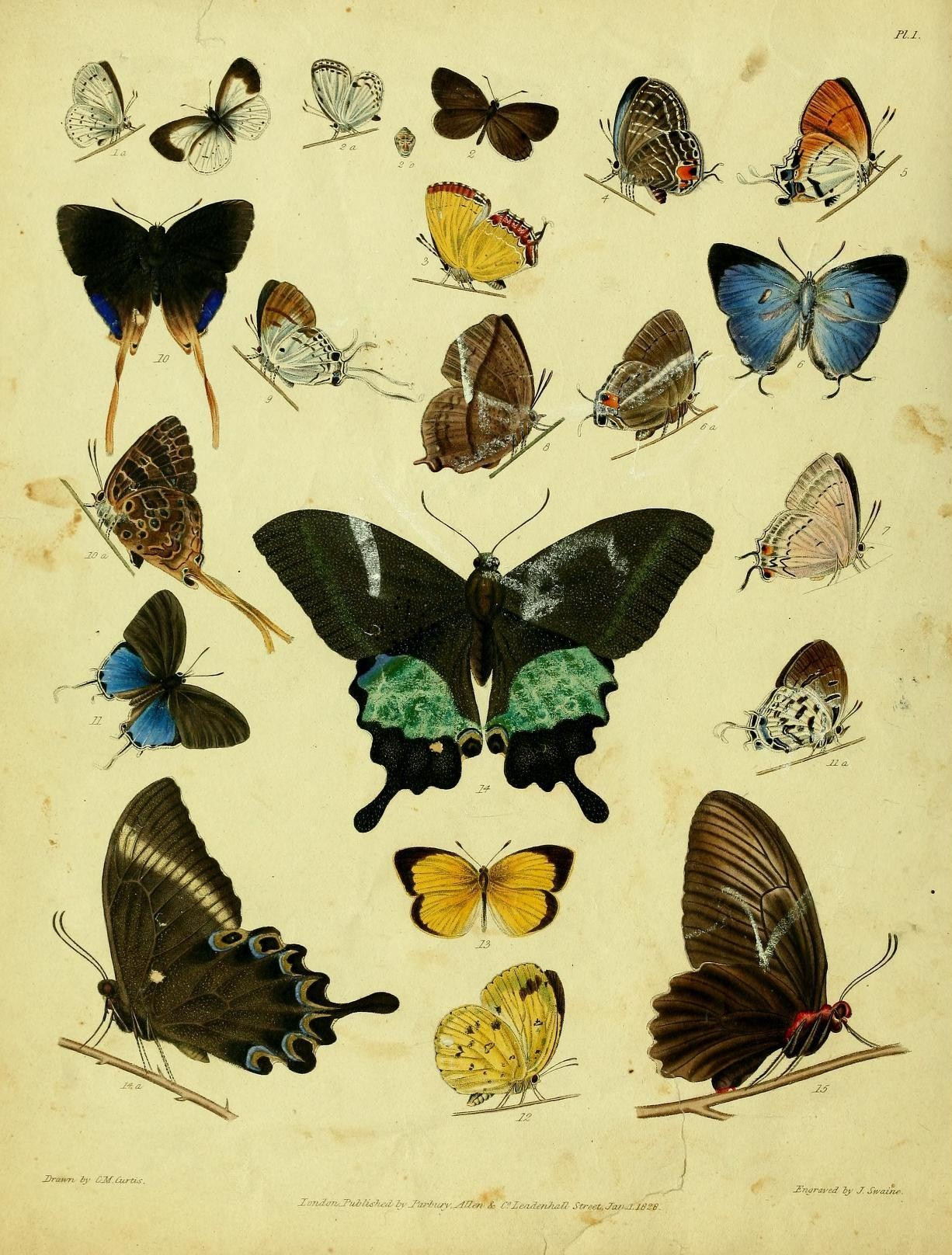
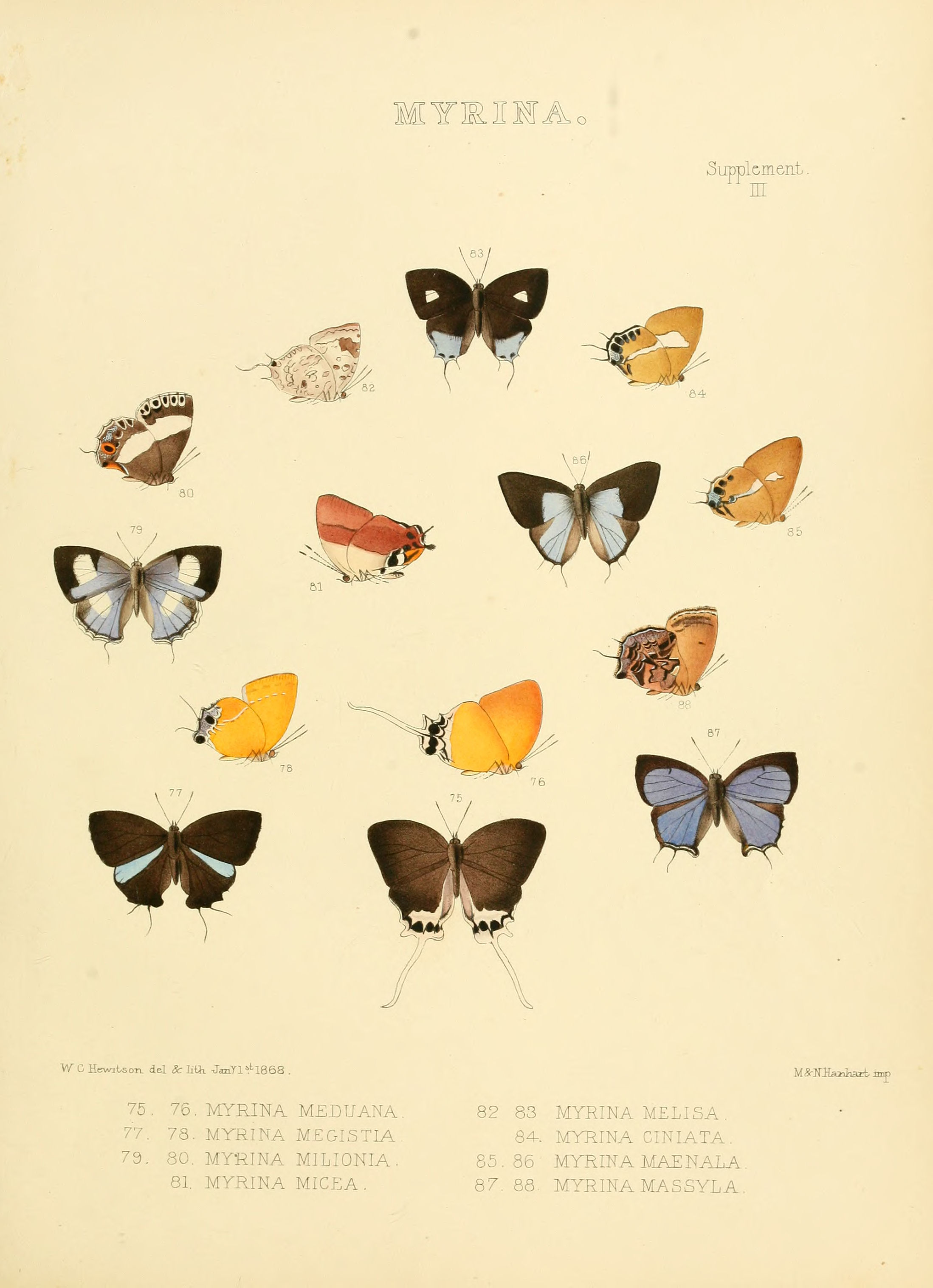
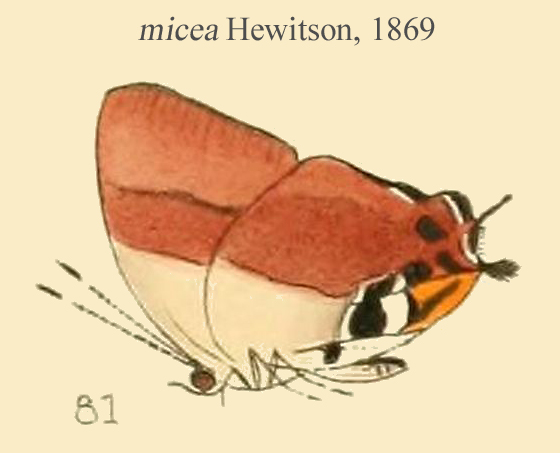
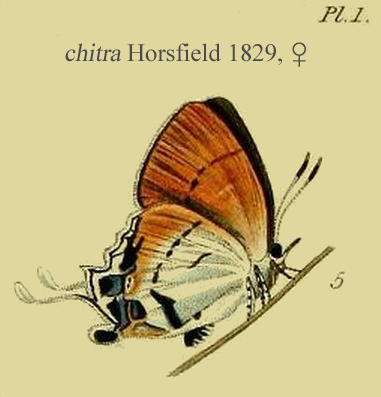
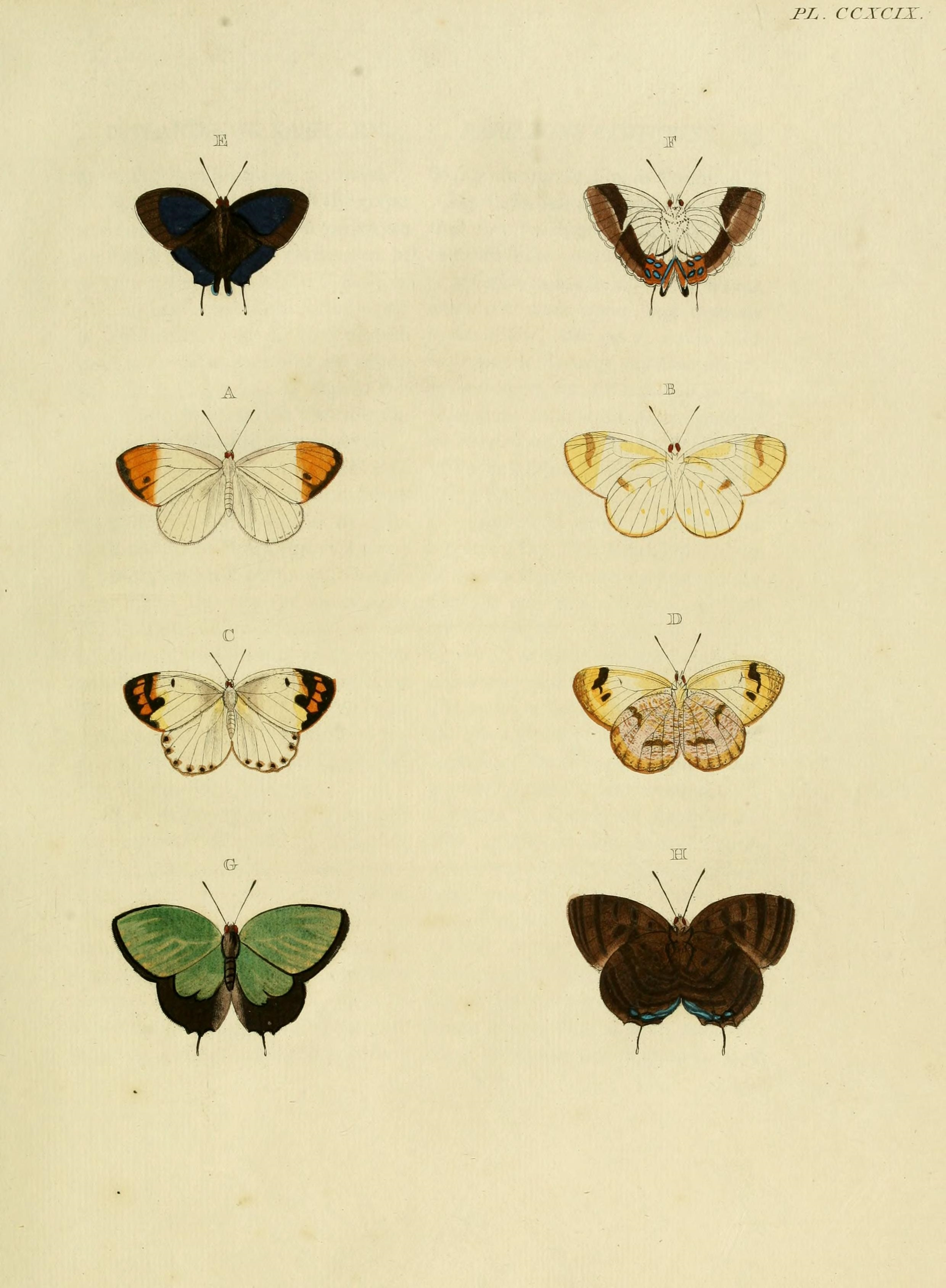
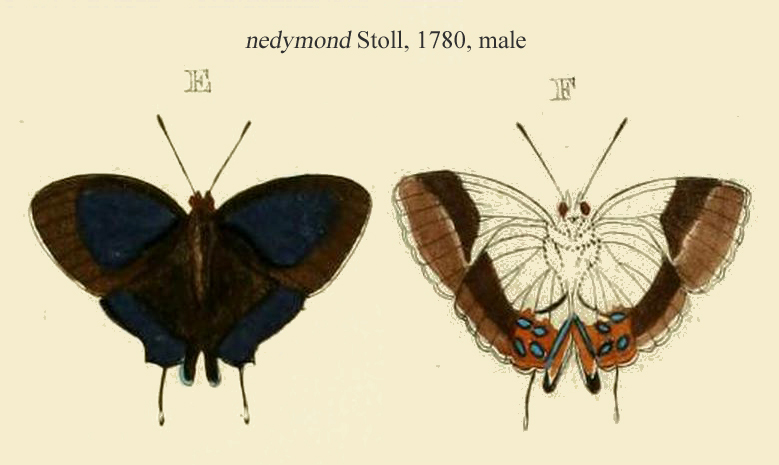

## Dottertaxa tillSithon, i alfabetisk ordning[1]
- Sithon amasa
- Sithon anaximander
- Sithon antimachus
- Sithon chitra
- Sithon cineas
- Sithon cinesia
- Sithon danis
- Sithon discophora
- Sithon fumatus
- Sithon indra
- Sithon ismarus
- Sithon jaffra
- Sithon kamorta
- Sithon kiana
- Sithon klossi
- Sithon leonis
- Sithon liris
- Sithon lorquinii
- Sithon mamertina
- Sithon maneia
- Sithon mariaba
- Sithon mastanabal
- Sithon mavortia
- Sithon meduaua
- Sithon megabates
- Sithon megistia
- Sithon micea
- Sithon naenia
- Sithon namusa
- Sithon nedymond
- Sithon pallida
- Sithon paluana
- Sithon peregrinus
- Sithon pharis
- Sithon ravata
- Sithon scaeva
- Sithon tenuga
- Sithon thaliarchus
- Sithon tharis
- Sithon thria
- Sithon tibullus
- Sithon tricolor
- Sithon trifasciata
- Sithon usira
- Sithon valida
- Sithon westermanni